# مایلی سایرس
مایلی رِی سایرس (به انگلیسی: Miley Ray Cyrus؛ زاده‌شده به نام دِستِنی هُپ سایرِس در ۲۳ نوامبر ۱۹۹۲) خواننده، ترانه‌نویس و بازیگر آمریکایی است. او به «هزارچهرهٔ پاپ» ملقب است و بابت تنوع در موسیقی و بازآفرینی پی‌درپی سبک هنریش مورد توجه قرار گرفته‌است. از سایرس به‌عنوان «ملکهٔ نوجوان» دههٔ ۲۰۰۰ یاد کرده‌اند و یکی از نمونه‌های معدود ستارهٔ خردسال دانسته می‌شود که در بزرگسالی نیز فعالیت موفقی داشته‌اند. افتخاراتش شامل دو جایزهٔ گرمی، یک جایزه بریت، سه جایزهٔ موسیقی ویدئوی ام‌تی‌وی، پنج جایزهٔ موسیقی بیلبورد و هشت رکورد جهانی گینس می‌شود. او رتبهٔ نهم بزرگ‌ترین هنرمند زن تاریخ در بیلبورد ۲۰۰ را گرفت و در رتبه‌بندی‌هایی مانند تایم ۱۰۰ در ۲۰۰۸ و ۲۰۱۴ و ۳۰ شخص زیر ۳۰ سال فوربز در ۲۰۱۴ و ۲۰۲۱ و نیز «بزرگ‌ترین هنرمندان تمام ادوار» مجلهٔ بیلبورد در ۲۰۱۹ حضور داشته‌است.
مایلی سایرس پس از بازی در نقش مایلی استوارت در سریالی به نام هانا مونتانا از تولیدات شبکه دیزنی به شهرت جهانی رسید و تبدیل به یک الگوی جوان شد. زندگی مایلی پس از آغاز هانا مونتانا در مارس ۲۰۰۶ بسیار تحت تأثیر قرار گرفت. به دنبال موفقیت‌های این برنامه تلویزیونی، در اکتبر ۲۰۰۶ یک سی‌دی شامل ۸ آهنگ که توسط مایلی سروده شد و مربوط به ترانه‌های این سریال بود، به بازار عرضه شد که با موفقیت در فروش، در فهرست بیلبورد ۲۰۰ آمریکا جای گرفت. در دسامبر ۲۰۰۷، سایرس رتبهٔ هفدهم در رده‌بندی مربوط به ۲۰ تازه کارِ پردرآمد در هالیوود زیر ۲۵ سال را با درآمد سالیانه بالغ بر ۳٫۵ میلیون دلار آمریکا به خود اختصاص داد. سایرس در ۲۳ ژوئن ۲۰۰۷ با انتشار آلبوم ملاقات با مایلی سایرس حرفهٔ موسیقی را به‌طور مستقل آغاز کرد که شامل تک‌آهنگی با نام دوباره می‌بینمت بود که اولین ترانهٔ وی در ۱۰ ترانهٔ برتر به حساب می‌آید. این ترانه به مایلی کمک کرد تا از رادیو دیزنی به ۴۰ ترانهٔ برتر رادیوی اصلی راه یابد. دومین آلبوم او با عنوان «بریک اوت» در ۲۲ ژوئیه ۲۰۰۸ منتشر شد. هر دوی این آلبوم‌ها با استقبال گرمی از طرف بیلبورد ۲۰۰ مواجه شده و در صدر این فهرست قرار گرفتند. مایلی در سال ۲۰۱۳ آلبومی به نام بنگرز را به همراه دو تک‌آهنگِ نمی‌تونیم بایستیم و توپ مخرب منتشر کرد که به ترتیب موفق به کسب رتبه‌های ۲ و ۱ چارت ۱۰۰ آهنگ داغ بیلبورد شدند و موزیک ویدیوهای این ترانه‌ها تعداد بازدید در ۲۴ ساعت را شکستند. در همین سال ام‌تی‌وی مایلی را به عنوان هنرمند سال انتخاب کرد و او را با لقب «ملکه جدیدِ پاپ» معرفی کرد. مایلی تنها خواننده زنی است که پیش از سن ۲۱ سالگی، ۵ آلبوم شماره ۱ در چارت بیلبورد ۲۰۰ داشته‌است. این پنج آلبوم شامل آلبوم‌های بنگرز، قطع رابطه، ملاقات با مایلی سایرس و آلبوم‌های متن هانا مونتانا است. همچنین تک‌آهنگ‌هایی از او مانند «دوباره می‌بینمت»، «۷ چیز»، «پارتی در آمریکا»، «ما نمی‌تونیم متوقف شیم»، «مالیبو» و «توپ مخرب» در فهرست ده آهنگ برتر آمریکا بوده‌اند.
مایلی در سال ۲۰۰۸ در انیمیشن تیزپا صداپیشگی کرد و ترانه‌ای با عنوان «فکر می‌کردم تو را گم کردم» را به همراه جان تراولتا برای متن آن خواند که باعث نامزد شدن او در گلدن گلوب شده و توانست لقب جوان‌ترین نامزد گلدن گلوب را در ۱۵ سالگی از آن خود کند. او در فیلم دیگری که مربوط به هانا مونتانا می‌شد، به نام هانا مونتانا: فیلم∗، شرکت کرد که این فیلم در ۱۰ آوریل سال ۲۰۰۹ اکران شد و در دو روز اول اکرانش توانست رتبهٔ یک فیلم‌های پرفروش سینمای آمریکا را به دست آورد. همچنین او تک‌آهنگ «صعود» را برای موسیقی متن این فیلم منتشر کرد. او در برنامه تلویزیونی شنبه شب زنده حضور داشت و نیز در مجموعه‌های داستانی آینه سیاه هنرنمایی کرد که نقدهای مثبتی نیز دریافت کرد.
مجله تایم، سال ۲۰۱۳ را به اسم سال مایلی سایرس نام‌گذاری کرد. در همان سال مجله ماکسیم، مایلی را جذابترین زن سال دانست. مجلهٔ فوربز او را در لیست ۱۰۰ هنرمندی که درآمدی بیش از ۲۵ میلیون دلار آمریکا را دارند به عنوان نفر سی و پنجم انتخاب کرد و در سال ۲۰۱۴ نیز مایلی را هفدهمین سلبریتی قدرتمند دنیا معرفی کرد.

## سال‌های آغازین زندگی

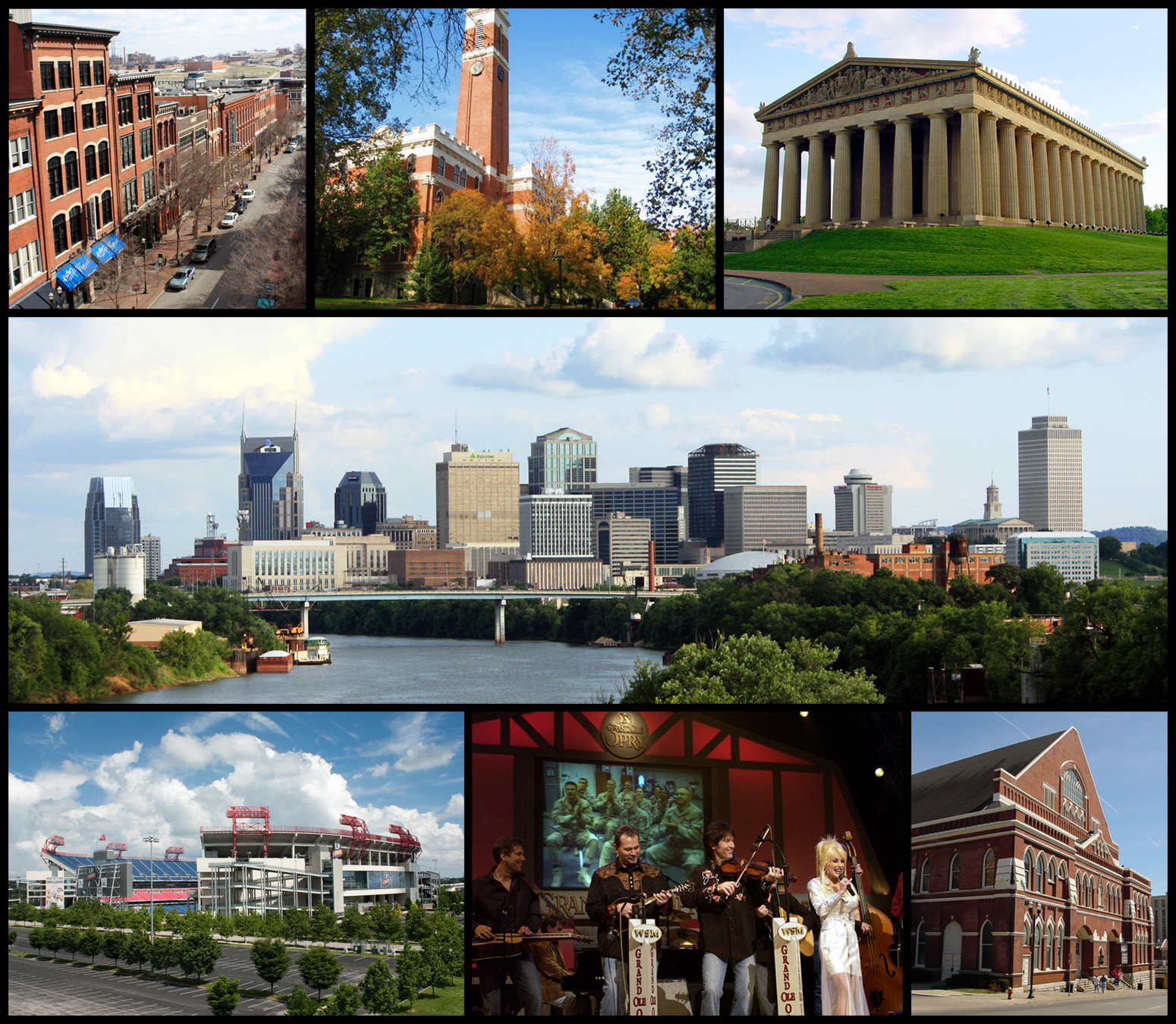
نشویل کالج

سایرس در شهر نشویل واقع در ایالت تنسی زاده شد. مادرش لتیشیا تیش∗، پدرش خواننده و نوازندهٔ سبک کانتری با نام بیلی ری سایرس∗ و پدربزرگش ران سایرس بود. او دو برادر ناتنی با نام‌های کریستوفر کُدی∗ و تریِس سایرس∗ دارد، که دومی خواننده و نوازنده گیتار یک گروه موسیقی راک با نام ایستگاه مترو∗ در ایالت کالیفرنیا است. مایلی همچنین یک خواهر ناتنی بزرگ‌تر از خود با نام بِرَندی (دی‌جی، بلاگر و بازیگر)، یک برادر کوچک‌تر با نام برِیزِن (خواننده و مدل)∗ و یک خواهر کوچک‌تر از خود با نام نوآ (خواننده، ترانه‌نویس و صداپیشه) دارد. برندی و تریس فرزندان تیش، از ازدواج اولش می‌باشند که بعد از ازدواج دومش، بیلی سرپرستی آن‌ها را قبول کرد و نام خانوادگی آن‌ها را به سایرس تغییر داد. مادربزرگ مایلی نام او را دستنی هُپ∗ (در انگلیسی به معنای امیدوار به سرنوشت) گذاشت چرا که اعتقاد داشت مایلی به دنیا امید خواهد داد و کارهای بزرگی را در آینده انجام می‌دهد اما پدر و مادر مایلی نام مستعار او را «مایلی» گذاشتند که به دلیل چهرهٔ همیشه خندان او برایش انتخاب شد. در سال ۲۰۰۸ او قانوناً اسمش را به مایلی رِی سایرس تغییر داد.
سایرس در مدرسهٔ متوسطهٔ "Heritage" تحصیل می‌کرد و در آنجا چیرلیدر بود. بعد از رفتن خانواده سایرس به لس آنجلس او به مدرسه‌ای واقع در منطقهٔ Options For Youth رفت. او همچنین یک معلم خصوصی هم داشت که در طی برنامهٔ تلویزیونی هانا مونتانا در درس‌هایش به او کمک می‌کرد. مایلی با دین مسیحیت کاتولیک بزرگ شد. وی هم در هنگام تولد و همچنین در سال ۲۰۰۵ در کلیسای Southern Baptist غسل تعمید داده شد. مایلی با رفتن به کلیسا و دعاهای مسیحیت بزرگ شده و تا سن نوجوانی حلقه پاکی به دست می‌کرد.

## حرفه

### ۲۰۰۱ تا ۲۰۰۵: آغاز حرفه
خانوادهٔ سایرس هنگامی که او ۸ سال داشت برای مدت کوتاهی در شهر تورنتو واقع در استان انتاریوی کانادا زندگی می‌کردند تا پدرش بتواند به فیلم‌برداری سریالش به نام «داک» ادامه دهد. علاقهٔ مایلی بازیگری از وقتی شروع شد که پدرش او را به نمایشی به نام «ماما میا» در سینمای رویال الکساندرا برد. مایلی بعد از اتمام نمایش دست پدرش را گرفته و به او گفته: «بابا، این کاریه که میخوام انجام بدم. من میخوام بازیگر بشم.» سپس او شروع به رفتن کلاس‌های تمرین آواز و بازیگری در آرمسترانگ تورنتو کرد. او برای اولین بار در سریال داک، نقش دختری به نام «کایلی» را ایفا کرد. در سال ۲۰۰۳، در فیلم «ماهی بزرگ» به کارگردانی «تیم برتون» در نقش «روثی» جوان ظاهر شد.
سایرس در سن ۱۱ سالگی اطلاعاتی در مورد سریال «هانا مونتانا» در شبکهٔ دیزنی به‌دست آورد و یک ویدئو برای شرکت در تست بازیگری و ایفای نقش بهترین دوست نقش اصلی این سریال فرستاد؛ ولی از او خواستند تا برای نقش اصلی سریال یعنی «کلو استوارت» تست بدهد. بعد از فرستادن یک ویدئوی دیگر و رفتن به هالیوود او را بخاطر جوان بودن برای ایفای این نقش قبول نکردند اما بخاطر توانایی‌های او در بازیگری و خوانندگی به او گفتند که بعداً با او تماس می‌گیرند و در سال بعد، یعنی در سن ۱۲ سالگی او موفق به پذیرفتن نقش اصلی داستان که به «مایلی استوارت» تغییر یافت شد؛ که البته در طول آن سال، او به همراه «تیلور لاتنر» برای ایفای نقش در فیلم ماجراهای پسر کوسه‌ای و دختر گدازه‌ای در بعد سوم تست داد که موفق به کسب این نقش هم شد، اما به جای آن در «هانا مونتانا» بازی کرد.
تیش سایرس، مادر مایلی با «میچل گوسِت» در مورد دخترش صحبت کرد و گوست که در پرورش نوجوانان با استعداد تخصص دارد پیشنهاد شرکت در تست ایفای نقش در سریال هانا مونتانا را داد؛ و در مورد خوانندگی او نیز، به توصیهٔ «دالی پارتون»، مادرخواندهٔ مایلی عمل کرد و دخترش را به جیسون موری معرفی کرد؛ و همین‌طور از برنامه‌ریز فعالیت‌های بیلی ری سایرس خواست تا مدیریت مسائل مالی دخترش را به عهده بگیرد؛ و برای تحصیل وی نیز، دخترش را در مدرسه‌ای خصوصی ثبت نام کرد تا بتواند هم‌زمان با فیلم‌برداری سریالش، تحصیلش را نیز ادامه دهد.

### ۲۰۰۶ تا ۲۰۰۷: هانا مونتانا و هانا مونتانا ۲: ملاقات با مایلی سایرس
محبوبیت روزافزون سریال هانا مونتانا، محبوبیت سایرس را به همراه داشت و او را به یک "تین آیدل" تبدیل کرد. پخش این سریال از ۲۶ مارس ۲۰۰۶ آغاز شد و به یکی از بهترین سریال‌ها تبدیل شد و همین‌طور بیشترین بازدیدکنندگان سریال‌های دیزنی را به خود اختصاص داد و مایلی به جوان‌ترین شخصی تبدیل شد که تا به حال با کمپانی دیزنی قرارداد انجام فعالیت در زمینه‌های "تلویزیون، فیلم سینمایی و دنباله‌های این فعالیت‌ها و هم در زمینهٔ موسیقی داشته‌است.
سال ۲۰۰۷ مایلی با کمپانی هالیوود رکوردز برای آلبومی مستقل قراردادی امضا کرد. او یک آلبوم با دو سی‌دی منتشر کرد، سی‌دی اول موسیقی متن هانا مونتانا بود و سی‌دی دوم آلبوم خودش یعنی به نام مایلی. این آلبوم دومین آلبوم شماره دو آن در جدول Hot 200 شد؛ و از زمان انتشارش بیش از ۳ میلیون دلار فروش داشته‌است. ترانهٔ «دوباره می‌بینمت» See you again که ترانهٔ اصلی این آلبوم بود، یک‌موفقیت بزرگ برای او به حساب می‌آمد و بیش از ۲ میلیون دلار در آمریکا به فروش رفته‌است.
مایلی در اواخر سال ۲۰۰۷ تور خودش را به نام بهترین دو جهان، به عنوان مایلی و هانا شروع کرد که در اوایل سال ۲۰۰۸ به پایان رسید. این تور بسیار موفق بود به طوری که با تورهای د بیتلز و الویس مقایسه شد.

### ۲۰۰۸ تا ۲۰۰۹: آلبوم بریک اوت و اولین فیلم سینمایی

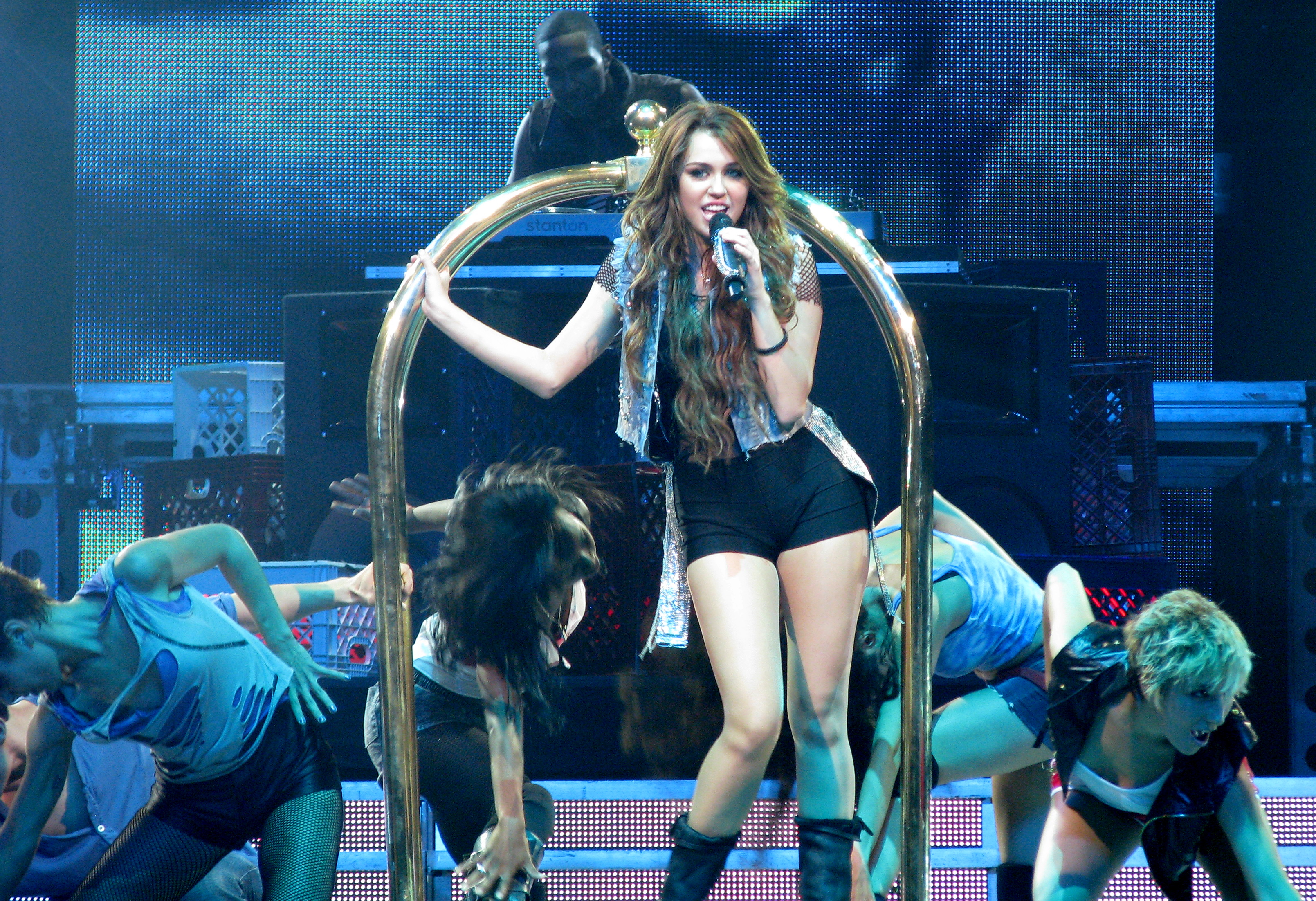
سایرس در تور شگفتی‌ها در سال ۲۰۰۹.

در ماه ژوئن سال ۲۰۰۸ مایلی دومین آلبوم استودیویی خودش رو به نام بریک اوت منتشر کرد. این سومین آلبوم مایلی در جدول Hot 200 بود. در همان سال، مایلی برای انیمیشن Bolt صداگذاری انجام داد و یک تک‌آهنگ با همراهی جان تراولتا به اسم «فکر کردم گمت کردم» منتشر کرد که باعث نامزدی او در مراسم جوایز گلدن گلوب شد. وی جوان‌ترین فرد در لیست نامزدهای این جوایز بود. در ماه مارس مایلی تک‌آهنگ The Climb «صعود» را به عنوان تک‌آهنگ آلبوم متن فیلم جدیدش Hannah Montana the movie منتشر کرد که یکی از به یادماندنی‌ترین و محبوب‌ترین ترانه‌های مایلی شد. این چهارمین موفقیت مایلی در جدول 200 Hot شد و او جوان‌ترین فرد با ۱۶ سن بود که چهار آلبوم در این جدول داشت. سایرس اولین لاین فشن خودش رو با برند Walmart به همراهی مکس آزریا شروع کرد و یک آلبوم کوتاه و تبلیغاتی به اسم The Time of our lives، زمان زندگی ما، منتشر کرد که ترانهٔ اصلی آن، تک‌آهنگ Party in the usa بود. این آهنگ تا به امروز از موفق‌ترین کارهای سایرس می‌باشد به طوری که هرسال روز جشن استقلال آمریکا در چهارم ماه ژوئیه، مردم این آهنگ را گوش می‌کنند و این آهنگ به جدول ده آهنگ برتر برمیگردد. اولین تور جهانی مایلی به اسم Wonder World Tour در این سال شروع شد که یک موفقیت دیگر برای او بود. در ۷ دسامبر ۲۰۰۹، مایلی برای ملکه الیزابت دوم و خانواده سلطنتی بریتانیا اجرا کرد! که جنجال و موفقیت زیادی برای او به بار آورد.

### ۲۰۲۰–اکنون:قلب‌های پلاستیکی
در ۱۴ اوت ۲۰۲۰، سایرس تک‌آهنگ «آسمان نیمه‌شب» را منتشر کرد و اعلام کرد که انتشار ئی‌پی‌های او اینجاست او همه‌چیز است را لغو کرده‌است. «آسمان نیمه‌شب» با کسب شماره ۱۴ در جدول ۱۰۰ تک‌آهنگ داغ بیلبورد ایالات متحده، به بالاترین جایگاه بالای او پس از تک‌آهنگ «مالیبو» در سال ۲۰۱۷ تبدیل شد. در بریتانیا، این تک‌آهنگ به شماره پنج جدول تک‌آهنگ‌های بریتانیا رسید. در ۲۲ اکتبر ۲۰۲۰، سایرس از طریق حساب اینستاگرام خود اعلام کرد که هفتمین آلبوم استودیویی او، قلب‌های پلاستیکی در ۲۷ نوامبر ۲۰۲۰ منتشر می‌شود. این آلبوم همراه با نقدهای مثبتی از سوی منتقدان منتشر شد و عملکرد خوبی داشت. قلب‌های پلاستیکی با ۶۰٬۰۰۰ واحد در جایگاه دوم بیلبورد ۲۰۰ حضور یافت و به دوازدهمین ورودی برتر او در جدول تبدیل شد. در ۱۹ نوامبر ۲۰۲۰، سایرس دومین تک‌آهنگ از قلب‌های پلاستیکی به نام «زندانی» با حضور دوآ لیپا را منتشر کرد.

## بشردوستی

لوگوی مؤسسهٔ خیریهٔ مایلی

مایلی در تولد ۱۶ سالگی اش، با جمع کردن پول در دیزنی‌لند، به مؤسسهٔ خیریهٔ جوانان آمریکا کمک کرد. مایلی سال ۲۰۱۱ به هائیتی رفت و به کمک پزشکان، به بیش از ۳۰۰ کودک و بزرگ‌سال که ناشنوا بودند، سمعک هدیه کرد. مایلی سالانه در لیست خَیِرترین افراد هالیوود قرار می‌گیرد. مایلی سال ۲۰۱۴ با برند آرایشی MAC همکاری کرد و دو لاین رژ لب و برق لب با رنگ‌های صورتی و قرمز ارائه کردند تا درآمد حاصل از آن، برای مؤسسه‌ای که به دنبال درمان بیماری ایدز می‌باشد صرف شود. وی مؤسسهٔ خیریهٔ خود را در سال ۲۰۱۵ به اسم Happy Hippie Foundation تأسیس کرد.
مایلی همیشه می‌گوید پدر و مادرم طوری مرا تربیت کرده‌اند که هرگز کارهای خیر و کمک به دیگران از زندگیم حذف نشود. در جریانات آتش‌سوزی استرالیا، مایلی ۳٬۰۰۰٬۰۰۰ میلیون دلار کمک کرده و دو هلیکوپتر با ۶۰ هزار لیتر آب در اختیار گذاشت. همچنین مایلی مبلغ ۱۰٬۰۰۰٬۰۰۰ میلیون دلار برای مبارزه با ویروس کرونا اهدا کرده‌است.
مایلی تا به حال به مهاجران سوری، زلزله‌زدگان هائیتی، گرسنگان آفریقا، قربانیان زلزله و سونامی ژاپن، طوفان‌زدگان تنسی، کودکان گرسنه در مدارس، جوانان کارتن‌خواب و بی‌خانمان، قربانیان آتش‌سوزی مالیبو و استرالیا کمک کرده‌است.
مایلی سالانه به‌طور مداوم به بیمارستان‌های کودکان در ایالت‌های مختلف سر می‌زند و کمک می‌کند. او برای کودکان آهنگ‌های محبوب هانا مونتانا را می‌خواند و برایشان هدیه می‌برد.

## درآمد
سایرس در سال ۲۰۰۸، ۲۵ میلیون دلار درآمد داشت. او در مجله فوربز از لیست ۱۰۰ سلبریتی رتبهٔ ۳۵ را از آن خود کرده‌است. به گفتهٔ مجله پرید او ثروتمندترین سلبریتی نوجوان است و در آخر سال ۲۰۰۸ کل فرانشیز وی حدود یک میلیارد دلار تخمین زده می‌شود. در فاصله ژوئن ۲۰۱۰ تا ژوئن ۲۰۱۱ سایرس ۵۴ میلیون دلار درآمد داشته‌است.
در سریال هانا مونتانا، او برای هر قسمت ۱۵ هزار دلار دریافت می‌کرده‌است.
در سال ۲۰۱۹ ارزش خالص مایلی ۳۰۰ میلیون دلار توسط تایم تخمین زده شد.
مجله تایم مایلی را جزو ۱۰۰ نفر پرنفوذ جهان معرفی کرد.
در پایان سال ۲۰۰۹، مجله بیلبورد مایلی را به عنوان بهترین خوانندهٔ زن در رتبهٔ چهارم معرفی کرد و همچنین رتبهٔ پنجم برای پر فروش‌ترین خواننده. در سال ۲۰۰۹، او با سن ۱۶ سال، جوان‌ترین خواننده‌ای بود که دارای ۴ آلبوم با رتبهٔ ۱ بود.

## زندگی شخصی

### جنسیت و گرایش‌ها
سایرس هنگامی که ۱۴ ساله بود همه‌جنس‌گرا بودنش را به مادرش اعلام‌کرد، و گفت: «من هرگز نمی‌خواهم خودم را برچسب بزنم! من حاضرم عاشق هرکسی که عاشق من است باشم! نظر من در این مورد باز است.» در ژوئن ۲۰۱۵، مجله تایم گزارش کرد که او همه‌جنس‌گرا است.
مایلی سایرس از ۱۷ سالگی ماری‌جوآنا مصرف می‌کرد اما در اواخر سال ۲۰۱۷ اعلام کرد که مصرف ماری‌جوآنا و الکل را کنار گذاشته و می‌خواهد آدم متمرکز و سالمی باشد. وی اکنون نیز همچنان زندگی سالم را ادامه می‌دهد.

### روابط
در ژوئن ۲۰۰۹، مایلی به رابطهٔ ۹ ماهه‌اش با جاستین گاستون خواننده، کمی قبل از رفتن به جورجیا برای فیلم آخرین آهنگ، خاتمه داد. او در این فیلم با بازیگر استرالیایی لیام همسورث آشنا شد. در اوت ۲۰۱۰ اعلام کرد که رابطهٔ او با لیام تمام شده‌است. مایلی و لیام بعد از یک ماه با هم دیده شدند و در ماه نوامبر اعلام شد که آن‌ها قرار است با هم ازدواج کنند. لیام در ۳۱ مه با یک حلقه الماس ۳٫۵ قیراط از مایلی خواستگاری کرد. آن‌ها در ماه اوت سال ۲۰۱۳ جدا شدند اما دوباره در اواخر سال ۲۰۱۵ رابطه خود را شروع کردند که این رابطه منجر به ازدواج در دسامبر ۲۰۱۸ شد. کمتر از ۸ ماه پس از ازدواج، آن‌ها از هم جدا شدند.
بعد از این جدایی، مایلی با کیتلین کارور وارد رابطه عاشقانه‌ای شد که این رابطه دوامی بیش از ۲ ماه نداشت. مایلی از اوایل سال ۲۰۱۹ با خواننده استرالیایی، کودی سیمپسون به مدت ۱۰ ماه رابطه داشت.

## حواشی

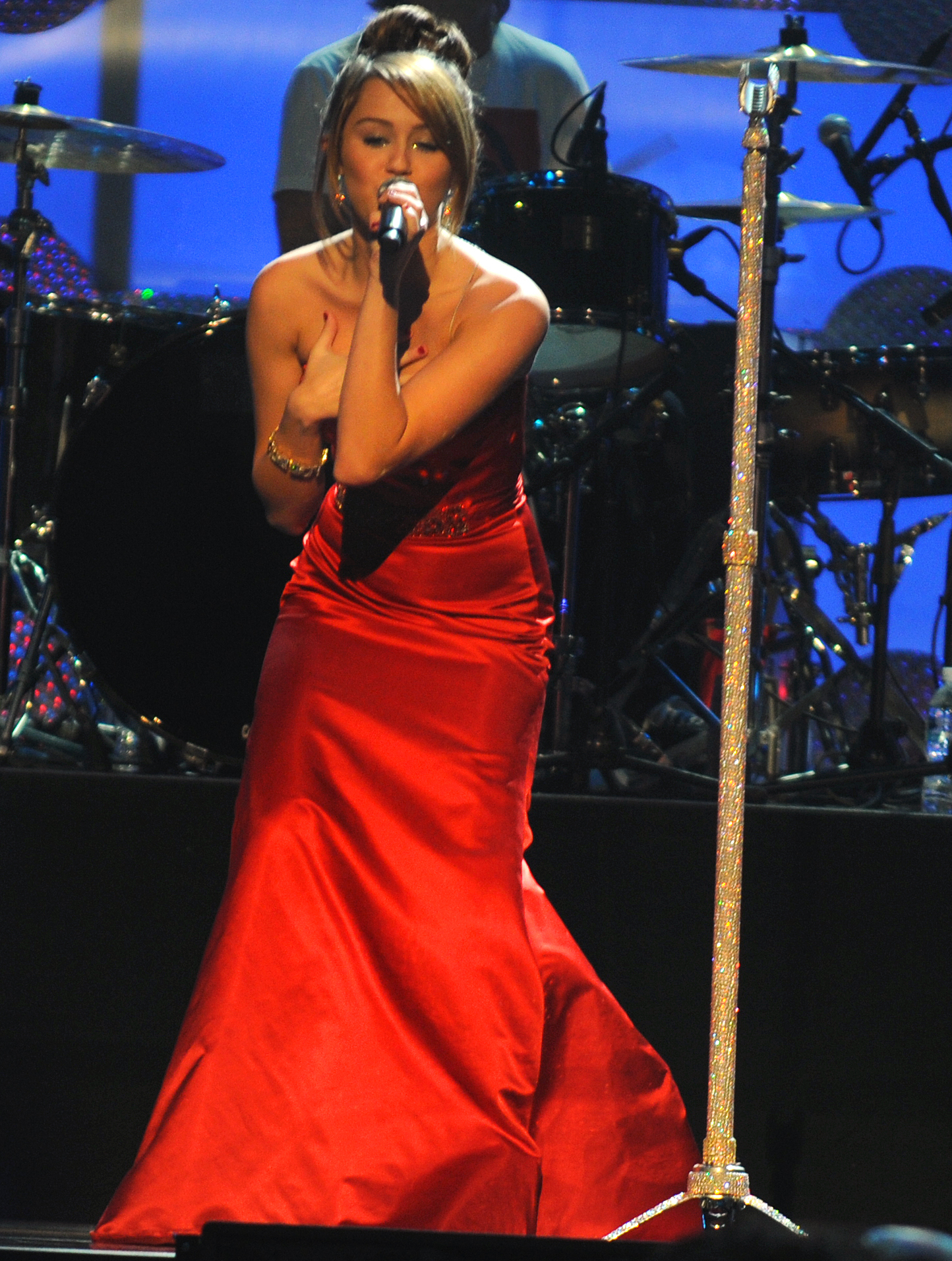
مایلی در حال اجرا در سال ۲۰۰۹.

- در دسامبر ۲۰۰۷ عکسی از اکانت خصوصی مای‌اسپیس مایلی لو رفت که ژستی شبیه به بوسیدن یک دختر داشت و شایعات همجنس‌گرا بودن مایلی سر زبان‌ها آمد.[۳۶]
- در آوریل ۲۰۰۸ یک نوجوان جی‌میل مایلی را هک کرد و چند عکس از مایلی با لباس شنا به بیرون راه پیدا کرد.[۳۷]
- مایلی در سال ۲۰۰۸ در جوایز انتخاب نوجوانان در حال اجرای پارتی در آمریکا با رقصی شبیه به رقص میله جنجال بسیاری به پا کرد. بسیاری این رقص را برای سن ۱۶ سالهٔ مایلی مناسب ندانستند. هرچند که بعداً مدیر برنامه مایلی گفت آن فقط یک ماشین بستنی بود و مایلی هم فقط رقصید و هیچ هدف جنسی در آن اجرا نبود[۳۸]
- در سال ۲۰۱۰، TMZ، ویدئویی منتشر کرد که در آن مایلی، پنج روز بعد از جشن تولد ۱۸ سالگیش در لس آنجلس، در حال کشیدن سالویا (سالویا دیوینوروم) بود. سالویا دیوینوروم در ایالت کالیفرنیا قانونی است؛ و مایلی هم به سن قانونی رسیده بوده‌است.[۳۹][۴۰]
  - در سال ۲۰۱۳: انجام نوع خاصی از رقص و نوع اجرایش در جشن سالانه جایزه ام‌تی‌وی، بحث‌برانگیز و جنجال‌ساز شد. برخی منتقدان می‌گویند پوشش و حرکات او «زننده» بوده‌است. مایلی آن شب رکورد گینس بیشترین تعداد توییت در هر ثانیه را از آن خود کرد.[۴۱] این همه توجه و حواشی باعث شد تا او به شهرتش و توجه ویژهٔ مردم به خودش پی ببرد تا فکر تأسیس یک مؤسسهٔ خیریه به سرش بزند و از شهرتش برای کمک‌های بیشتری استفاده کند.
- وی مؤسسه هپی هیپی را دو سال بعد یعنی سال ۲۰۱۵ تأسیس کرد.

## دیسکوگرافی
- هانا مونتانا ۲: ملاقات با مایلی سایرس (۲۰۰۷)
- قطع رابطه (۲۰۰۸)
- رام‌نشدنی (۲۰۱۰)
- بنگرز (۲۰۱۳)
- مایلی سایرس و حیوانات خانگی مرده‌اش (۲۰۱۵)
- اکنون جوانتر (۲۰۱۷)
- قلب‌های پلاستیکی (۲۰۲۰)
- تعطیلات تابستانی بی‌پایان (۲۰۲۳)
- چیزی زیبا (۲۰۲۵)

## فیلم‌شناسی
- ماهی بزرگ (۲۰۰۳)
- Hannah Montana and Miley Cyrus: Best of Both Worlds Concert (۲۰۰۸)
- تیزپا (فیلم ۲۰۰۸) (۲۰۰۸)
- هانا مونتانا: فیلم (۲۰۰۹)
- آخرین آواز (۲۰۱۰)
- خندیدن با صدای بلند (۲۰۱۲)
- بسیار مخفی (۲۰۱۲)
- Miley: The Movement (۲۰۱۳)
- شب قبل (۲۰۱۵)
- A Very Murray Christmas (۲۰۱۵)
- Crisis in Six Scenes (۲۰۱۶)
- نگهبانان کهکشان بخش ۲ (۲۰۱۷)

## تورها
- بهترین دو جهان (۲۰۰۷–۲۰۰۸)
- دنیای عجیب (۲۰۰۹)
- قلب کولی (۲۰۱۱)
- بنگرز (۲۰۱۴)
- تور میلکی میلکی میلک (۲۰۱۵)